# ديشامبو غروندين (كيبك)
ديشامبو غروندين (بالإنجليزية: Deschambault-Grondines)‏ هي بلدية محلية في كيبيك تقع في كندا في Portneuf Regional County Municipality. يقدر عدد سكانها بـ 2,131 نسمة ومساحتها 152.00 كم2 .

## المناخ
يظهر الجدول التالي التغييرات المناخية على مدار السنة لديشامبو غروندين:
| البيانات المناخية لـديشامبو غروندين | البيانات المناخية لـديشامبو غروندين | البيانات المناخية لـديشامبو غروندين | البيانات المناخية لـديشامبو غروندين | البيانات المناخية لـديشامبو غروندين | البيانات المناخية لـديشامبو غروندين | البيانات المناخية لـديشامبو غروندين | البيانات المناخية لـديشامبو غروندين | البيانات المناخية لـديشامبو غروندين | البيانات المناخية لـديشامبو غروندين | البيانات المناخية لـديشامبو غروندين | البيانات المناخية لـديشامبو غروندين | البيانات المناخية لـديشامبو غروندين | البيانات المناخية لـديشامبو غروندين |
| الشهر                               | يناير                               | فبراير                              | مارس                                | أبريل                               | مايو                                | يونيو                               | يوليو                               | أغسطس                               | سبتمبر                              | أكتوبر                              | نوفمبر                              | ديسمبر                              | المعدل السنوي                       |
| ----------------------------------- | ----------------------------------- | ----------------------------------- | ----------------------------------- | ----------------------------------- | ----------------------------------- | ----------------------------------- | ----------------------------------- | ----------------------------------- | ----------------------------------- | ----------------------------------- | ----------------------------------- | ----------------------------------- | ----------------------------------- |
| الدرجة القصوى °م (°ف)               | 9.0 (48.2)                          | 9.0 (48.2)                          | 16.0 (60.8)                         | 30.5 (86.9)                         | 33.0 (91.4)                         | 34.5 (94.1)                         | 34.0 (93.2)                         | 34.4 (93.9)                         | 33.0 (91.4)                         | 26.0 (78.8)                         | 21.0 (69.8)                         | 13.0 (55.4)                         | 34.5 (94.1)                         |
| متوسط درجة الحرارة الكبرى °م (°ف)   | −7.3 (18.9)                         | −5.0 (23.0)                         | 0.8 (33.4)                          | 9.1 (48.4)                          | 17.4 (63.3)                         | 22.8 (73.0)                         | 25.1 (77.2)                         | 24.1 (75.4)                         | 19.1 (66.4)                         | 11.5 (52.7)                         | 4.0 (39.2)                          | −3.4 (25.9)                         | 9.9 (49.8)                          |
| المتوسط اليومي °م (°ف)              | −12.1 (10.2)                        | −10.3 (13.5)                        | −4.1 (24.6)                         | 4.3 (39.7)                          | 11.7 (53.1)                         | 16.9 (62.4)                         | 19.5 (67.1)                         | 18.6 (65.5)                         | 13.8 (56.8)                         | 7.2 (45.0)                          | 0.6 (33.1)                          | −7.4 (18.7)                         | 4.9 (40.8)                          |
| متوسط درجة الحرارة الصغرى °م (°ف)   | −17 (1)                             | −15.5 (4.1)                         | −9.0 (15.8)                         | −0.5 (31.1)                         | 5.9 (42.6)                          | 11.0 (51.8)                         | 13.9 (57.0)                         | 13.0 (55.4)                         | 8.5 (47.3)                          | 2.9 (37.2)                          | −2.8 (27.0)                         | −11.4 (11.5)                        | −0.1 (31.8)                         |
| أدنى درجة حرارة °م (°ف)             | −38.5 (−37.3)                       | −35 (−31)                           | −31.5 (−24.7)                       | −17.0 (1.4)                         | −4.0 (24.8)                         | −1.0 (30.2)                         | 3.0 (37.4)                          | 1.1 (34.0)                          | −5.5 (22.1)                         | −7.0 (19.4)                         | −24.0 (−11.2)                       | −35.0 (−31.0)                       | −38.5 (−37.3)                       |
| الهطول مم (إنش)                     | 77.0 (3.03)                         | 70.0 (2.76)                         | 69.1 (2.72)                         | 85.4 (3.36)                         | 100.5 (3.96)                        | 110.4 (4.35)                        | 125.5 (4.94)                        | 108.5 (4.27)                        | 116.5 (4.59)                        | 107.8 (4.24)                        | 95.6 (3.76)                         | 91.9 (3.62)                         | 1٬158٫1 (45.59)                     |
| معدل هطول الأمطار مم (إنش)          | 26.3 (1.04)                         | 19.9 (0.78)                         | 31.5 (1.24)                         | 76.6 (3.02)                         | 99.7 (3.93)                         | 110.4 (4.35)                        | 125.5 (4.94)                        | 108.5 (4.27)                        | 116.5 (4.59)                        | 107.0 (4.21)                        | 74.1 (2.92)                         | 36.9 (1.45)                         | 932.8 (36.72)                       |
| متوسط تساقط الثلوج سم (إنش)         | 50.7 (20.0)                         | 50.1 (19.7)                         | 37.6 (14.8)                         | 9.0 (3.5)                           | 0.8 (0.3)                           | 0.0 (0.0)                           | 0.0 (0.0)                           | 0.0 (0.0)                           | 0.0 (0.0)                           | 0.8 (0.3)                           | 21.5 (8.5)                          | 55.0 (21.7)                         | 225.5 (88.8)                        |
| المصدر: Environment Canada          |                                     |                                     |                                     |                                     |                                     |                                     |                                     |                                     |                                     |                                     |                                     |                                     |                                     |

## معرض صور

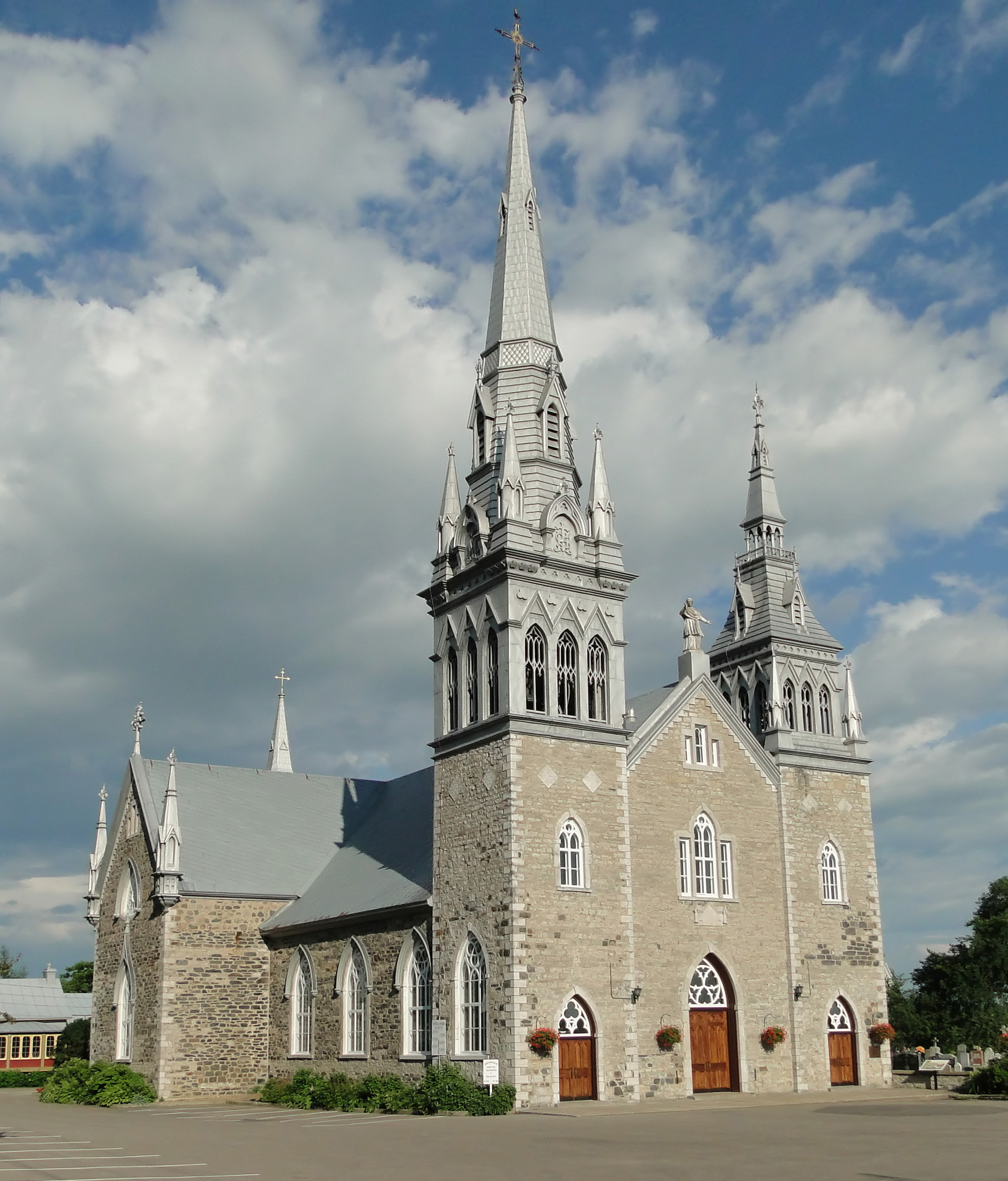
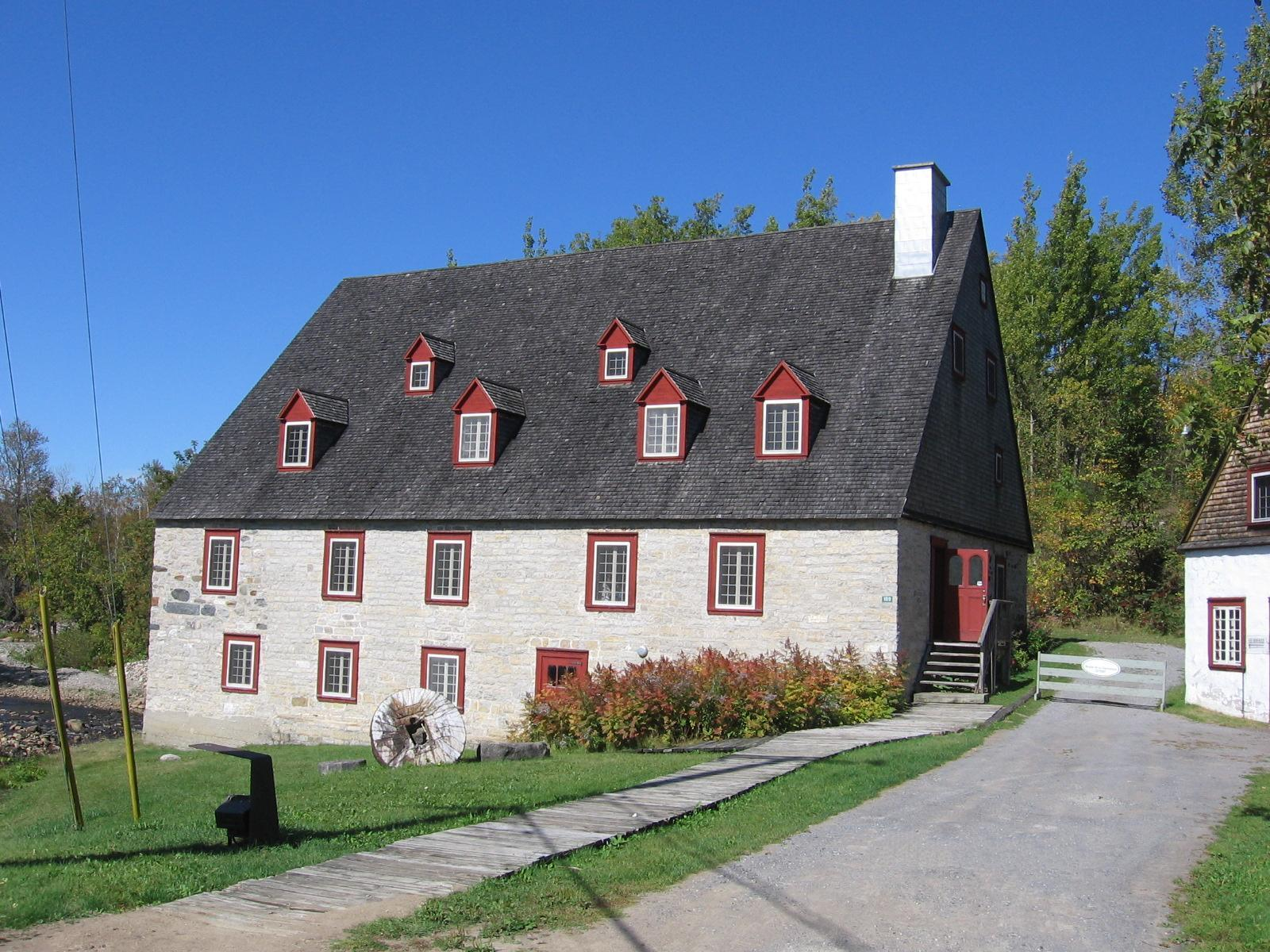
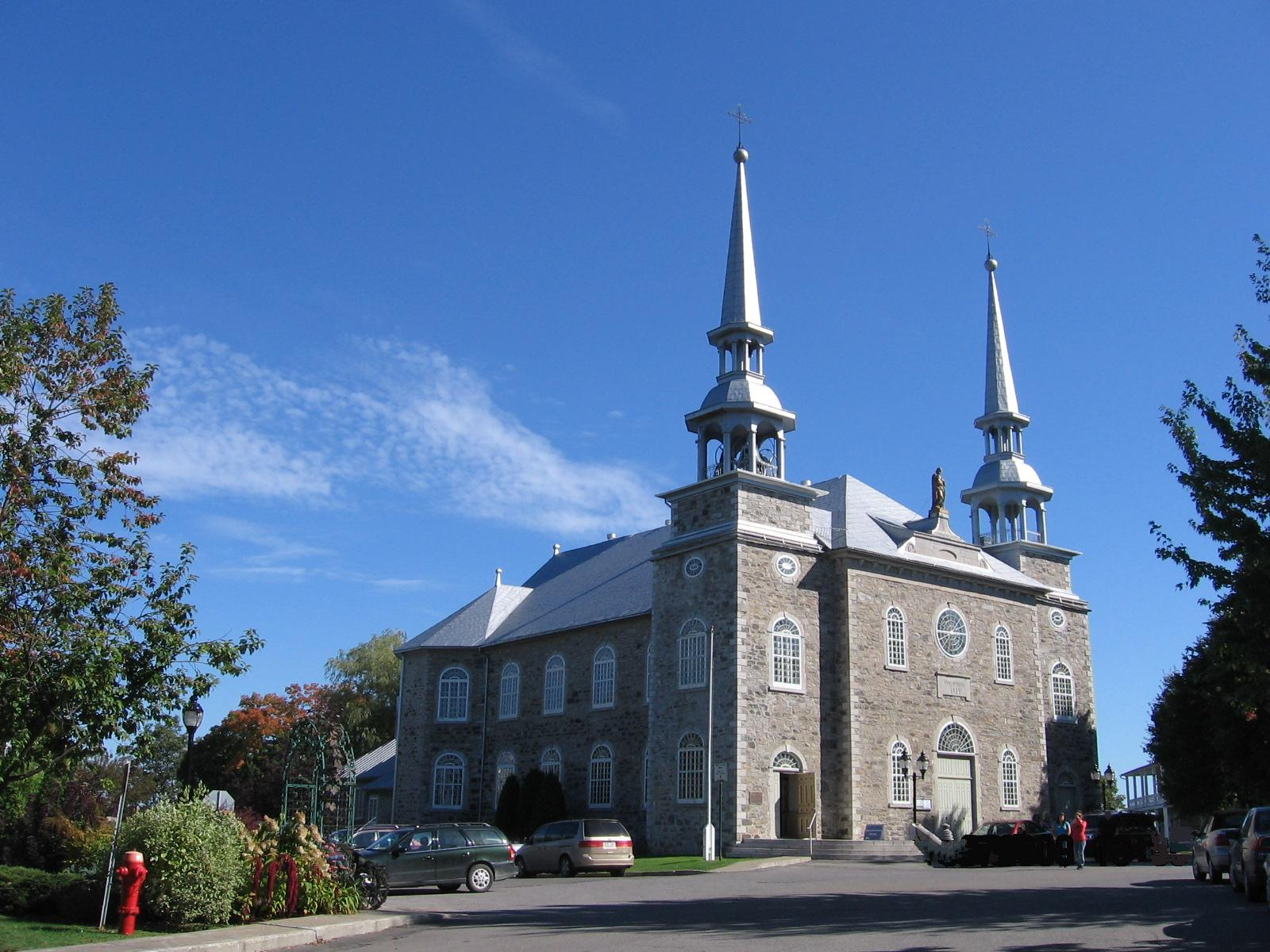
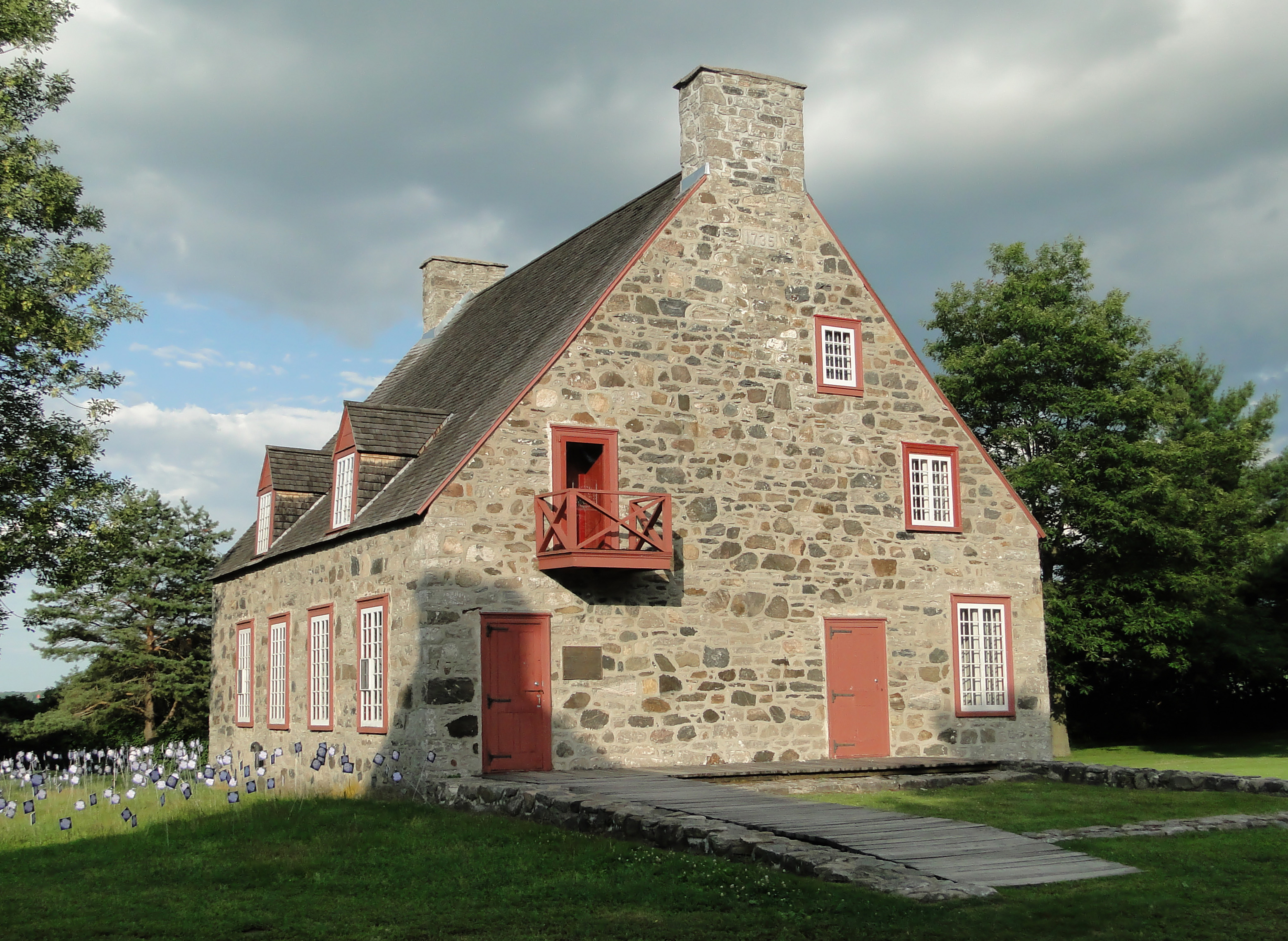

## أعلام
- بيير غوثير
- دينيس أركاند
- جابرييل أركاند